# Villa di Tirano
Villa di Tirano är en ort och kommun i provinsen Sondrio i regionen Lombardiet i Italien. Kommunen hade 2 946 invånare (2018).